# Plejade (mitologija)
Ta članek govori o Plejadah iz grške mitologije. V mnogih drugih mitologijah se pojavlja tudi znana zvezdna kopica Plejade (Gostosevci).
Plejade (starogrško starogrško Πλειάδες: Pleiádes), spremljevalke Artemide, so bile hčere titana Atlasa in okeanide Plejone, rojene na gori Silene. Bilo jih je sedem in bile so sestre Kalipse, Hijanta, Hijad in Hesperid. Plejade so bile nimfe v spremstvu Artemide, skupaj s sedmimi Hijadami so jih imenovali Atlantide, Dodonide ali Nisijade. Bile so pestunje in učiteljice mladega Dioniza.

## Sedem sester
Več najvidnejših moških olimpijskih bogov (npr. Zevs, Pozejdon in Ares) je imelo razmerje s sedmimi nebeškimi sestrami. Tako se je rodilo več otrok.
1. Maja, najstarejša od sedmih Plejad, mati Hermesa z Zevsom in Iris s Taumasom.
2. Elektra, mati Dardanusa in Jasiona z Zevsom.
3. Tajgeta, mati Lakedaemona z Zevsom.
4. Alkijona, mati Hirieja s Pozejdonom.
5. Keleno, mati Likusa in Evripilusa s Pozejdonom.
6. Steropa (tudi Asteropa), mati Enomaja z Aresom.
7. Meropa, najmlajša od sedmih Plejad, zasnubil jo je Orion. V drugih mitskih zvezah se je poročila s Sizifom, postala smrtna, ter mu rodila sedem sinov.

Vse Plejade razen Meropa so se družile z bogovi.